# Процик Михайло Йосипович
Михайло Йосипович Процик (12 квітня 1975 — 2023, Донецька область) — український військовослужбовець, солдат Збройних сил України, учасник російсько-української війни. Почесний громадянин міста Тернополя (2023, посмертно).

## Життєпис
Михайло Процик народився 12 квітня 1975 року.
Загинув 31 січня 2023 року під час виконання бойового завдання на Донеччині.
Похований 8 лютого 2023 року на Алеї Героїв Микулинецького кладовища м. Тернопіль.

## Нагороди
- почесний громадянин міста Тернополя (3 березня 2023, посмертно) — за вагомий особистий вклад у становленні української державності та особисту мужність і героїзм у виявленні у захисті державного суверенітету та територіальної цілісності України[1].